# 유러피언 드림
유러피언 드림 ( The European Dream ) 은 제러미 리프킨이 2004년에 쓴 저서로 유럽 연합의 출현과 발전이 미국을 앞서나갈 것이라고 예측한 내용이다.  그는 유럽연합이라 말로, 최초로 포스트모던 정부 형태를 가졌으며 미국을 앞서 나가 초강대국으로 탄생할 것으로 예측하였다. 
이후 2010년대에 유럽 연합이 심각한 내부 갈등과 해체 위기에 직면하고, 2020년대에 유럽과 미국의 경제적 격차가 비교할 수 없이 벌어지면서 현재로서는 유효하지 않은 예측으로 받아들여진다. 

## 노무현대통령의 추천
대한민국 전대통령인 노무현은 이 책을 통해 많은 영감을 얻었고, 이 책에 나온대로 아시아에 실현하기로 계획한 후 사망하였다.  